# An den Bleichen (Stralsund)
An den Bleichen ist der Name einer Straße in Stralsund. Die Straße verbindet die Friedrich-Engels-Straße mit der Straße Vogelwiese. Auf der südlichen Seite der Straße liegt der Moorteich. Die Straße An den Bleichen wird gekreuzt von der Carl-von-Essen-Straße und der Dr.-Wilhelm-Külz-Straße. Der Nachtigallenweg führt südlich von der Straße ab, die Bruno-Bürgel-Straße, der Heinrich-Zille-Weg und die Martin-Alexander-Nexö-Straße führen von der Straße in nördliche Richtung ab. Entlang des Moorteichs findet die Straße ihre westliche Fortführung im Birkenweg, allerdings nur als Fußgänger- und Radweg.
Die im Stadtteil Kniepervorstadt gelegene Straße war ursprünglich ein Feldweg, der den Namen Nach dem Hainholze trug. Im Jahr 1869 wurde der Weg umbenannt in An den Bleichen.
Der Name geht zurück auf die einst seitlich des Wegs gelegenen Wiesen, auf denen Bleicher ihr Handwerk ausübten und die in der Straße, zu der im Jahr 1869 fünf Grundstücke gehörten, auch wohnten.
Auf einem Grundstück stand eine Wassermühle, Niedermühle genannt. Sie war im Jahr 1618 erbaut worden. Bei der Belagerung von Stralsund (1678) wurde die Mühle von Soldaten abgerissen und ihr Holz anderweitig verwendet. Die Stadt Stralsund ließ die Mühle neu bauen. Anfang des 20. Jahrhunderts wurde sie dann endgültig abgerissen, der zugehörige kleine Teich zugeschüttet. Auf dem gewonnenen Grundstück wurden Tennisplätze angelegt, die ab 1921 vom Stralsunder SV 07 gepachtet wurden.

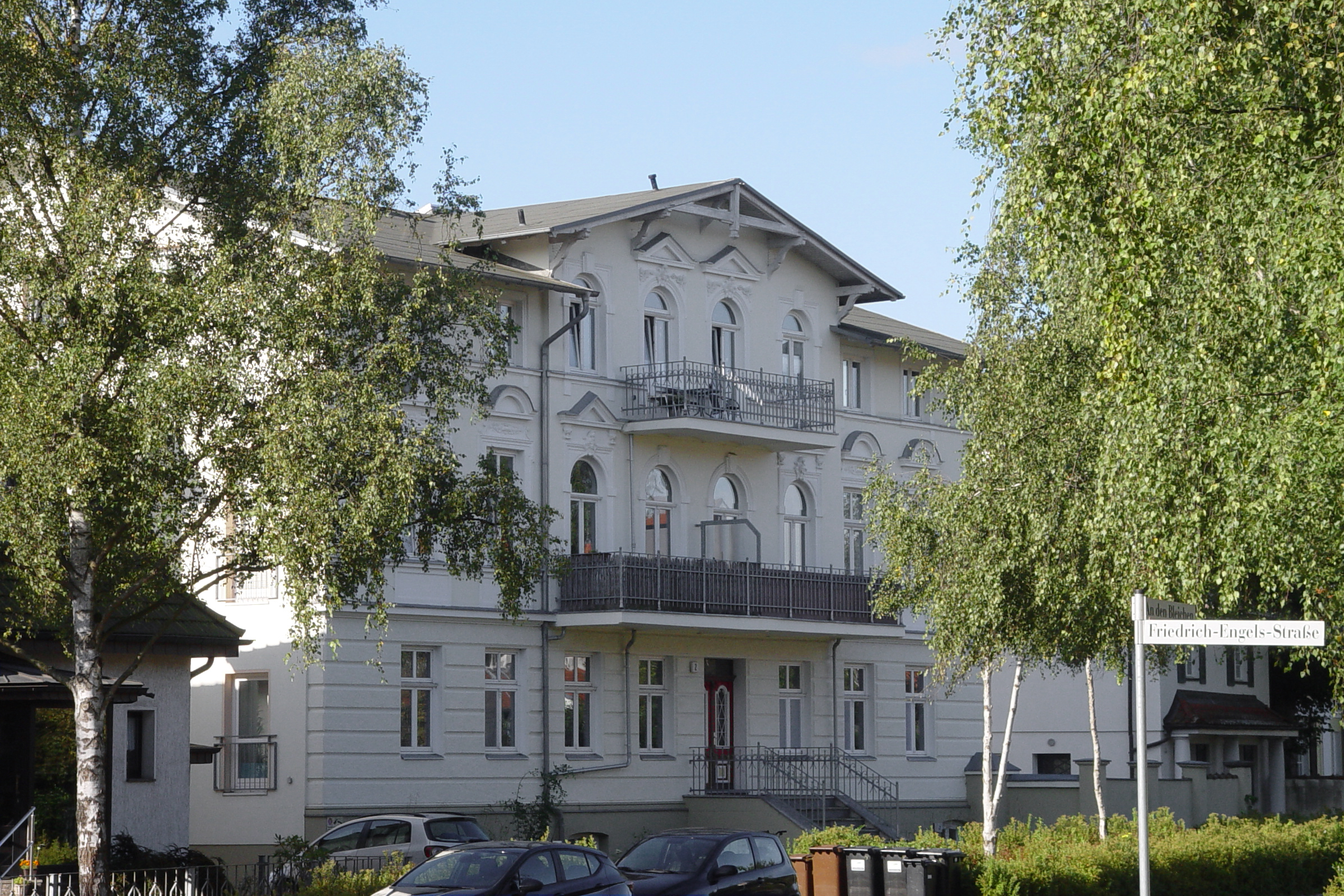
Ansicht Haus An den Bleichen 2 in Stralsund (2017)

Ende der 1920er Jahre wurde der Weg zur Straße ausgebaut, Versorgungsleitungen wurden verlegt. Ein Abschnitt des Wegs, der Birkenweg, wurde nicht gepflastert. Auf der gesamten Länge wurde allerdings der Mühlengraben zugeschüttet. Entlang der gepflasterten Straße errichtete das Bauunternehmen C. und A. Kankel Häuser. In den Jahren 1931 und 1932 wurden auch die Tennisplätze bebaut. Zu den Bauten in der Straße gehört die am 14. April 1931 eingeweihte Lambert-Steinwich-Schule, damals als Volksschule genutzt; eineinhalb Jahre hatte der Bau gedauert.
Von den Gebäuden in der Straße An den Bleichen sind sieben in die Liste der Baudenkmale Stralsunds eingetragen und stehen unter Denkmalschutz, nämlich die Wohnhäuser An den Bleichen 6/8/10, An den Bleichen 11/13, An den Bleichen 15, An den Bleichen 16/18, An den Bleichen 22/24 und An den Bleichen 26/28 sowie die Schule An den Bleichen 27. Das Wohnhaus An den Bleichen 15 wurde aufgegeben und im Jahr 1996 aus der Denkmalliste gestrichen.
Durch die Straße führt eine Buslinie der SWS Nahverkehr.